# Оверко Костянтин Ігорович
Костянтин Ігорович Оверко (3 серпня 1982, м. Запоріжжя  —  24 вересня 2020, м. Київ) —  військовик, старший матрос 503 ОБМП Збройних сил України, учасник російсько-української війни.

## Життєпис
З 30.10.2017 проходив військову службу за контрактом у морській піхоті ВМС ЗС України. 20.06.2020 був важко поранений у живіт ворожим снайпером поблизу смт Південне на Горлівському напрямку. Внаслідок поранення розвинувся жовчний перитоніт. З липня 2020 року проходив лікування після поранення у Київському військовому шпиталі, переніс понад 30 операцій. У вересні 2020 був переведений до Національного інституту хірургії та трансплантології імені Шалімова, де 23 вересня зробили чергову операцію. Близько 03:00 24.09.2020, помер у лікарні, не витримало серце. Похований у Запоріжжі.
Залишилися мати, брат та донька.

## Нагороди та відзнаки
- орден «За мужність» III ступеня (21 серпня 2020) — за особисту мужність і самовіддані дії, виявлені у захисті державного суверенітету та територіальної цілісності України[2].